# Limnophyes borealis
Limnophyes borealis är en tvåvingeart som beskrevs av Maurice Emile Marie Goetghebuer 1933. Limnophyes borealis ingår i släktet Limnophyes och familjen fjädermyggor. Inga underarter finns listade i Catalogue of Life.